# エドワード・ホール (演出家)
エドワード・ホール（英語: Edward Hall、1966年11月27日 - ）はイングランドの演出家である。ホールはウィリアム・シェイクスピアの『ヘンリー六世』三部作を翻案した芝居Rose Rageの演出でよく知られており、オールメールのシェイクスピア劇団であるプロペラも主宰している。2010年にロンドンのハムステッド・シアターの芸術監督になった。

## 経歴
ホールはリーズ大学とマウントビュー舞台芸術アカデミーで教育を受けた。1990年代初頭にウォーターミル・シアターでプロの演出家としてのキャリアをはじめた。ウォーターミル・シアターでは『ヘンリー五世』や『間違いの喜劇』など多数のシェイクスピア劇を演出した。1996年にN・J・クリスプの戯曲That Good NightのUKツアーでドナルド・シンデン、パトリック・ライカート、ナイジェル・ダヴェンポートなどの役者を演出した。
2002年にホールはヘイマーケット・シアターでRose Rageを演出した。本作はシェイクスピアの『ヘンリー六世』全三部作の野心的な翻案であった。この上演は『ガーディアン』に「気分が引き立てられるようにシュールで血まみれのシェイクスピア解釈」と評された。本作でローレンス・オリヴィエ賞にノミネートされている。
ロイヤル・ナショナル・シアターでアソシエイト・ディレクターをつとめたのち、2010年1月よりアンソニー・クラークからハムステッド・シアターの芸術監督を引き継いでいる。低迷していたハムステッド・シアターに観客を呼び戻し、質の良い公演で成果をあげているとして手腕を評価されている。
ほとんどの仕事は舞台でのものだが、ラジオやテレビ、映画での仕事もしている。BBC Radio 4ではInto Exileを演出し、テレビではTrial and Retributionや『アガサ・クリスティー ミス・マープル』のエピソード演出を手がけている。2010年には『ダウントン・アビー』第4シリーズの演出にかかわった。2012年には2部のミニシリーズ、Restlessの演出を手がけた。2020年にはノエル・カワードの戯曲『陽気な幽霊』を映画化した『ブライズ・スピリット〜夫をシェアしたくはありません!』の監督を務めた。

## 私生活
演出家サー・ピーター・ホールの息子であり、女優のレベッカ・ホールは異母妹である。イギリスのコメディアンで女優であるアイシー・ヴァン・ランドウィックと結婚している。

## 主な演出・監督
- アガサ・クリスティー ミス・マープル2 スリーピング・マーダー 2006 TVM
- STRIKE BACK 反撃のレスキュー・ミッション 2010 TV
- ダウントン・アビー（シーズン４） 2013 TV
- アガサ・クリスティー トミーとタペンス -2人で探偵を- 2015 TV
- ブライズ・スピリット〜夫をシェアしたくはありません! 2020 映画